# Каллитрис
Калли́трис (лат. Callítris) — род хвойных деревьев семейства Кипарисовые, произрастающих в Австралии и в Новой Каледонии.

## Ботаническое описание
Представители рода — маленькие и средние деревья или крупные кустарники, достигающие 5—25 м (до 40 м у Callitris macleayana).
Покрыты вечнозелёными чешуйчатыми листьями, за исключением молодых сеянцев, у которых они игольчатые; у Callitris macleayana игольчатые листья встречаются вместе с чешуйчатыми в течение всей жизни дерева. Чешуйки сгруппированы в шесть рядов вдоль веток и чередуются мутовками из трёх завитков (у Callitris macleayana — из четырёх).
Мужские шишки небольшие, 3—6 мм длиной, и находятся на кончиках веток. Женские шишки, сначала также незаметные, за 18—20 месяцев созревают до размера 1—3 см в длину и ширину.

## Консортивные связи
С видами каллитриса ассоциированы клопы-фитофаги из рода Lestonia.

## Виды
По информации базы данных The Plant List (на июль 2016) род включает 15 видов:
- Callitris baileyi C.T.White
- Callitris canescens (arl.) S.T.Blake
- Callitris columellaris F.Muell. — Кипарисовая сосна
- Callitris drummondii (Parl.) Benth. & Hook.f. ex F.Muell.
- Callitris endlicheri (arl.) F.M.Bailey
- Callitris macleayana (F.Muell.) F.Muell.
- Callitris monticola J.Garden
- Callitris muelleri (arl.) Benth. & Hook.f. ex F.Muell.
- Callitris neocaledonica Dümmer
- Callitris oblonga Rich. & A.Rich.
- Callitris preissii Miq.
- Callitris rhomboidea R.Br. ex Rich. & A.Rich.
- Callitris roei (Endl.) F.Muell.
- Callitris sulcata (Parl.) Schltr.
- Callitris verrucosa (A.Cunn. ex Endl.) R.Br. ex Mirb.